# خاک‌شناسی افغانستان
مساحت افغانستان ۶۵ میلون هکتار است. از جمله ۸۰ درصد مساحت این کشور را کوه‌ها پوشانده‌است. دارای ۸ میلون هکتار زمین‌های زراعتی بوده که ۱۲٪ مساحت مجموع را تشکیل می‌دهد و نیمی از این زمین‌ها تحت کشت قرار دارد. غرض از مطالعه خاک‌های افغانستان اجزای ذیل لازم است تا در دسترس پژوهشی قرار گیرد. بافت خاک، ساختمان خاک، نوع خاک، مقدار عناصر و مرکبات کیمیاوی در خاک، رطوبت خاک، تقسیم‌بندی علمی خاک، مقدار مواد عضوی در خاک، فرسایش خاک، بیابان‌زدایی و تخریب خاک می‌باشد. طوریکه در معادن افغانستان نوشته شده‌است. در افغانستان سنگهای از هر دوره ژئولوژیکی یافت می‌شود. قسمتی از این سنگ‌ها در مرور چندین میلیون سال تبدیل به خاک شده و توسط آب از یک محل به محل دیگر برده شده آن منطقه را غنی ساخته‌است. کوه‌های هندوکش تغییرات در آب هوا و خاک افغانستان وارد نموده‌است. درین اواخر سروی جیولوژی آمریکا نقشه خاک‌های افغانستان را تهیه نموده‌است. این نقشه تقسیمات خاک‌های افغانستان را از لحاظ آب و هوا و ارتفاع مورد مطالعه قرار داده‌است.
عمق خاک‌های افغانستان خیلی‌ها از هم متفاوت می‌باشد. عمق خاک در ولایات شمال، غرب و نواحی کتواز ولایت پکتیکا نسبت به دیگر ساحات افغانستان زیاده می‌باشد. اداره سروی جیولوژی ایالات متحده آمریکا خاک‌های افغانستان را به ۵ قسمت عمده تقسیم نموده‌است؛ که هر قسمت به ۵–۶ جز تقسیم شده‌است.
1. خاک‌های در شرایط سرد و خیلی سرد در درجه حرارت کمتر از ۸ درجه سانتی گراد: این نوع خاک در میان کوه‌های پامیر بدخشان و ارتفاعات بلند افغانستان مرکزی وجود دارد.
2. Soil with mesic :خاکهای که در حرارت ۸–۱۵ درجه سانتی گراد قرار دارند. این مناطق عبارتند از اطراف دامنه‌های هندوکش جنوبی خوست، پکتیا، زابل قسمت غرب هرات و فراه در سرحد با ایران قسمت جنوب غربیقندهار هم سرحد با زاهدان وجود دارد.
3. Soil with Xerotc SMR and Mesic STR: خاک‌های پوشیده از نباتات با رطوبت مرطوب و خشک: مانند مناطق مرتفع شمال جلال‌آباد، لغمان، کابل، ولایت لوگر و پکتیا دشت‌های شمال افغانستان و شمال غربی بادغیس می‌باشد.
4. Soil with arid SMR and Thermic STR: خاک‌های مناطق خشک بی‌آب و کم‌آب در حرارت ۱۵–۲۲ در سال: این خاک‌ها دارای عمق زیاد خاک می‌باشد این نوع خاک‌ها در مناطق بین مزارشریف وشبرغان دشت‌های شمال قندهار هلمند ولایت نیمروز غرب فراه و هرات و قسمت شمال غور وجود دارد.
5. Soil with Ayperthermic STR: حرارت بلندتر از ۲۲C°:ای نوع خاک‌ها در قسمت اعظم مناطق جنوب قندهار و هلمند وجود داشته به شش بخش تقسیم گردیده‌است که هر بخش دارای خواص مختلف و حرارت مختلف می‌باشد.

## ترکیبات کیمیاوی خاکهای افغانستان
در تحقیقات که از طرف سازمان ایکاردا صورت گرفت افغانستان یک کشور خشک دارای رطوبت نسبتی کم می‌باشد. در مجموعه مقدار کلسیم کربنات (CaCO۳)با عیار ۵–۵۰٪ دراین کشور زیاده می‌باشد(FAO, ۱۹۷۳). در مجموع اوسط کلسیم کاربونیت ۲۳٪می‌باشد. خاک ولایت غزنی ۱۰–۱۲ فیصد کلسیم کاربونیت کندز ۱۰–۱۵ فیصد، کلسیم کاربونیت خاک‌های ولایت کابل و کتواز دارای ۱۰–۲۰فیصد، کاربونیت هریرود ۱۵–۲۰فیصد، کاربونیت فراه ولایت لوگر و نواحی ادرسکن ۲۰–۲۵ فیصد، کاربونیت در نواحی دشت‌های شور مزارشریف الی ۴۰ فیصد می‌باشد. رنگ خاک‌های این کشور زیاده رنگ سفید را دارا می‌باشد. زمین‌های از قندوز الی شبرغان دارای نمکیات کلسیم کاربونیت و انواع نمکیات کلسیم می‌باشند. مقدار کاربونیت در ولایت غزنی کم ولی در ولایت بلخ زیاده وجود دارد. زمینهای ولایت بلخ دارای مقادیر زیاد پتاسیم و در مناطق هلمند مقدار پوتاشیم کم بوده مقدار فاسفورس کافی دارد. مقدار جست (روی) بجز ولایت غزنی و هلمند در خاک‌های تمام ولایت‌های افغانستان زیاده می‌باشد. حاصلات در ولایت هلمند بنسبت کم بود جست (روی) و فاسفورس کم می‌باشد. در ولایت غزنی به نسبت کم بودجست حاصلات ضعیف می‌باشد. مقدار پوتاشیم در خاک‌های افغانستان نیز تفاوت می‌باشد. مقدار نایتریت در خاک‌های افغانستان ناکافی می‌باشد. چون مقدار پوتاشیم فاسفورس و نایتروجن در خاک‌های افغانستان کم است بدین لحاظ در سال ۱۳۵۳ فابریکه کود و برق توسط روس‌ها در ولایت بلخ اعمار گردید تا فعلاً فعال می‌باشد.

## فابریکه کودوبرق مزارشریف
کاراین فابریکه در سال ۱۳۴۵ آغاز در سال ۱۳۵۳ به بهره‌برداری سپرده شد. قرار بود این فابریکه در مدت ده سال به بهره‌برداری سپرده شود در اثر فعالیت و زحمتکشی انجنیر عبدالواحد سرابی پس از هفت سال کار اعمار فابریکه به اختتام رسید. موصوف بالاثر انجام خدمات شایسته دو بار وزیر معادن افغانستان مقرر گردید. این فابریکه به مقصد تولید برق از گاز طبیعی و تولید کود دای امونیم فاسفیت، یوری، و غیره کودها اعمار گردید. کود این فابریکه از گاز کاربن دای اکساید هوا و گاز طبیعی و غیره مرکبات ساخته می‌شود. الی سال‌های ۱۹۹۲ به ظرفیت ۴۰۰ تن کود کیماوی و ۳۶ میگا وات برق تولید می‌نمود. پس از ۱۹۹۲ بااثر عدم مراقبت و احیا پرزه جات تولیدات بتدریج کم گردید. فعلاً ۱۲ مگاوات برق و ۹۰ تن کود تولید می‌کند. از سال ۱۹۹۲ ببعد هیچ فابریکه افغانستان دوباره به ظرفیت اولی خود برنگشته بلکه ۷۰ فیصد تخریب گردیده‌است.
درین اواخر دولت آمریکا مبلغ ۱۵۸ میلون دلار را غرض احیا فابریکه تخصیص داده‌است. جمله مصارف فابریکه مبلغ ۱۷۵ میلون دلار می‌شود که ۱۵ میلون دلار آن را دولت از بودیجه انکشافی خویش می‌پردازد. در صورت چنین احیا توقع برده می‌شود ظرفیت تولید کود به ۲۹۱ تن در روز و ۴۶ میگا وات برق تولید بالا برده خواهد شد.

## بافت خاکهای افغانستان
در قسمت‌های غربی افغانستان زمین‌ها خشک نوع سندی (ریگی)، سندی سلت وسلیت می‌باشد. درمیان نواحی قندهار، ارزگان، فراه و هرات دشت‌های از نوع سَند (ریگ) و سندی سلیت وجود دارد. بجز زمینهای کنر، نورستان در اکثر ولایات مقدار مواد عضوی و نیتروژن کم می‌باشد. طبق ارزیابی نمونه خاک‌های افغانستان به اثبات رسید که ۵۰ فیصد خاک افغانستان دارای PH= ۸–۸٫۵ ۳۵ فیصد آن بین۸٫۵ -PH=۹ ده فیصد آن بین PH= ۹–۹٫۵ می‌باشد. به جز از ولایت پنجشیر، غوربند، نورستان و کنرها مناطق پامیر باقی تمامی خاک‌های افغانستان قلوهٔ بوده طور دارای اوسط (pH =۸٫۲) می‌باشد. مقدار ریگ (شن) در خاک‌های غربی افغانستان نسبت به دیگر قسمت‌ها زیاده می‌باشد. اوسط مقدار ریگ در خاک‌های افغانستان ۴۵٪بوده و حدود آن بین ۲۶–۸۵٪ می‌باشد. و همین معیار را خاک‌های لوم (ماسه یا خاک‌های که زیاده مواد عضوی دارند) و شنی لوم نیز دارا می‌باشد. یک تناسب منفی (R2 = ۰٫۴۴–۰٫۵۳)بین ریگ و کاربونیت در خاک‌های غزنی، هلمند و هرات وجود دارد ولی یک تناسب نسبتاً خوب در خاک‌های ولایت بغلان و بلخ وجود دارد. در یک برنامه پژوهشی ضریب قابلیت برقی خاک‌های چهار ولایت بین ۰٫۴–۰٫۷ ds/m بود؛ ولی در ۱۲۹ نمونه ۱۰ نمونه آن دارای ضریب قابلیت ا ds/m دریک نمونه آن قابلیت چهارds/m را دارا بود.

## قابلیت بارگیری خاکهای افغانستان
خاکهای افغانستان از لحاظ قابلیت بارگیری و تناسب مرکبات کیمیاوی به چهار قسمت تقسیم شده‌است.
1. مناطق شمال افغانستان ولایت تخار دشت‌های بین کندز، بلخ جوزجان، اندخوی و بادغیس.
2. مناطق کوهستانی مرکزی پروان، ولایت پنجشیر، بامیان، کابل میدان، دایکندی و غور.
3. شرق و جنوب شرقی کنر، جلال‌آباد، لغمان، خوست و پکتیا.

ً
۴. بطرف غرب افغانستان خاک‌های هرات زابل، هلمند، ولایت نیمروز،
فر، ه قندهار.

## بیابان‌زدائی خاکهای افغانستان
بیابان‌زدائی عبارت از روند بایر شدن مناطق خشک و نیمه خشک را می‌گویند. بیابان شدن شامل از بین رفتن فرش نباتی، فرسایش خاک و لاغر شدن زمین می‌باشد. خشکسالی‌های پی‌در پی با ازبین رفتن فرش سبز یکی از عامل بیابان زائی در افغانستان است. خشکسالی سال‌های ۱۹۹۹–۲۰۰۱ همزمان با بی‌توجهی دولت وقت در بیابان‌زدائی افغانستان ازدیاد بخشد. مردم در بسیاری ولایات به حفر چاه‌ها آغاز نمودند با حفر چاه‌ها سطح آب زیر زمینی پائین آمده چشمه‌ها که منبع دریاها است خشک گردید. بلاثر این حادثه تمامی کاریزهای بین غزنی و قندهار خشک گردید. عوامل دیگر که باعث بیابان زائی و فرسایش خاک می‌شود عبارتند از سیلاب، للمی ساختن چرای مفرد فقر و عدم طرح طویل‌المدت باعث این پدیده منفی درین کشور گردیده‌است. تکرار این روند بالای مناطق همجوار بخصوص هوای سرد و یخچالهای کوه‌های هندوکش تأثیرات منفی وارد نموده‌است. سی سال قبل در شهر کابل و مزارشریف گرد خاک وجود نداشت؛ ولی فعلاً هوای کابل و مزارشریف با گرد آلوده‌است. دلیل آن اینست که درختان و بوته‌های طبیعی را مردم غرض پخت‌و پز در طول سال‌های جنگ از بین برده آن نباتات دیگر وجود ندارد تا جلو خشکی و گرد وغبار را بگیرد. در دشت‌های مزارشریف قبلاً در هر حصه درختان سکساول دیده می‌شد. فعلاً بجز خاک دیگر هیچ بوته و نبات وجود ندارد.

## فرسایش خاک‌های افغانستان
زمانی‌که خاک با مواد آلی مقدار ریگ و رس یا سیلت(لای) مخلوط می‌شود ساختمان‌های هندسی را می‌سازد که بنام (soil aggregate) یا دانه‌های خاک یاد می‌شود. اگرگات‌ها ساختمان منظم خاک است که برای ریشهٔ نباتات مواد کیماوی تهیه می‌دارد. عوامل خشکسالی، بلند رفتن نمکیات غلط قلبه نمودن، توسعهٔ شهرسازی، مواد فاضلهٔ کیماوی فابریکات گشت و گذار عراده‌جات از همه به‌خصوص سیلاب‌ها اگریگات‌های خاک را تخریب می‌نماید. با تخریب اگریگات دیگر به صورت نارمل به ریشهٔ نباتات غذا تهیه شده نمی‌تواند. سیلابهای ولایت بدخشان، فاریاب، زمین‌های اطراف دریای آمو تلفات زیاد به مزارع زراعتی رسانید. توسعهٔ شهرداری بدون نقشه و بدون فاضلاب در افغانستان جای زمین‌های زراعتی را گرفته در بیابانی شدن و تخریب خاک اثرات سریع را وارد نمود. چنین حالت فعلاً شهرهای مزار، جلال‌آباد و کابل قرار دارند. ده سال پیش از کوتل خیرخانه به آن‌طرف مزارع زراعتی بود، فعلاً از کابل تا جبل‌السراج فقط خانه آباد شده‌است و حدود کمی کشتزار باقی مانده‌است. کشتزار تحقیقاتی دارالمان که مرکز تحقیقات نباتات افغانستان است درین اواخر در نظر است کشتزار ازبین رفته به عوض آن تعمیر پارلمان افغانستان را در آن جا بنا نمایند. ویا به عوض مزارع ده سبز شهر بنام کابل جدید اعمار نمایند. زمین‌های شهر جلال‌آباد به نسبت آفتاب گرم و آب فراوان در سال ۳ حاصل می‌دهد شهر به بیشتر از ۵۰ کیلومتر توسعه یافت جای زمین‌های زراعتی را خانه‌های بانقشه و بی‌نقشه گرفته‌است. طبق راپور سازمان ملل تخریب خاک و تنزیل زمین‌های زراعتی در افغانستان و هندوستان ۴۲–۴۶ درصد می‌باشد.

## شستن خاک‌های افغانستان
۸۰ درصد افغانستان را کوه‌ها و زمین‌های نشیبی تشکیل داده‌است. طبقهٔ مواد عضوی که در سطح خاک وجود دارد توسط بارش‌ها و سیلاب‌های سال شسته شده به دریاها می‌ریزند. از جمله ۳۴ دریا افغانستان ۲۴ دریا در سه حوضه یعنی آمو حوضهٔ غرب (هلمند و هریرود) حوضهٔ دریای کابل پس از مصافت طولانی به کشورهای همسایه می‌ریزند.(دریا:رود)